# VEガス
VEガス (S-(Diethylamino)ethyl O-ethyl ethylphosphonothioate) とは化学兵器として開発された有機リン系の神経ガスである。
有名なVXガスに類似した「V-シリーズ」の神経ガスである。
- IUPAC名：S-(Diethylamino)ethyl O-ethyl ethylphosphonothioate